# Palm Pilot

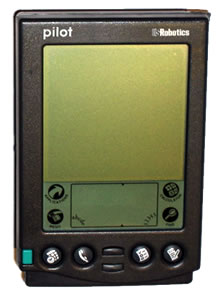
Palm Pilot 5000

Palm Pilot era el nom original donat als primers models d'ordinadors de butxaca fabricats per Palm, Inc. (quan era una filial de US Robotic o 3Com). Els models recents dels ordinadors de butxaca fabricats per PalmOne no s'anomenen Pilot a causa de plets de violació de nom causats pel Bolígraf Pilot la Corporació, però "Palm Pilot", o simplement "Palm", són termes que s'han introduït com a sinònims d'ordinador de butxaca, sense tenir en compte la marca.

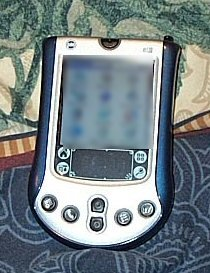
Palm m130

Els inventors originals del Palm Pilot eren Jeff Hawkins, Donna Dubinsky, i Ed Colligan, que van fundar Palm, Inc.. Es diu que Hawkins va portar un bloc de fusta, de la mida del Palm a la seva butxaca durant una setmana, abans de començar el seu desenvolupament.
Com que Palm, Inc. era una filial de 3Com, els fundadors es van decebre perquè no tenien prou control sobre el producte de Palm. Com a resultat, es van separar de Palm i van fundar Handspring el juny de 1998, que va produir el Handspring Visor, un clon del Palm Pilot que utilitzava una versió modificada del sistema operatiu Palm_OS. Handspring es va fusionar altra vegada amb Palm per formar PalmOne el 2003.
Els palm pilots inicialment feien servir els populars processadors Motorola Dragonball, un derivat del Motorola 68000. Els més nous, igual que molts altres ordinadors de butxaca, cursa que utilitza una variació de l'arquitectura d'Advanced RISC Machines (normalment referida per la marca Intel Xscale). ARM és una classe de microprocessadors RISC molt utilitzats en dispositius mòbils i sistemes integrats, i el seu disseny estava molt influït per una CPU dels anys 1970 i 1980, la MOS Technology 6502.
Sembla que els Palm Pilots s'estan començant a fusionar amb els smartphones, o ordinadors de butxaca amb telèfon inclòs. El Treo 650 és l'última oferta que combina un Palm Pilot amb un Telèfon mòbil, correu electrònic, SMS, i missatgeria instantània. Es preveu que els Palm Pilots com a dispositius sense telèfon vagin sent substituïts pels Palm Pilots multi-funció com el Treo 650 a mesura que aquests baixin de preu.